# Popeye: Ijiwaru majo seahag no maki
Popeye: Ijiwaru Majo Seahag no Maki (ポパイいじわる魔女シーハッグの巻?) è un videogioco d'azione basato sul famoso personaggio di Braccio di Ferro, uscito per Super Famicom nel 1994.

## Trama
Dopo innumerevoli sconfitte per mano di Braccio di Ferro, la Strega del mare ha messo a punto un piano infallibile per vendicarsi. Trasforma tutti gli amici di Braccio di Ferro in pietra rimuovendo i loro cuori e spargendo i pezzi attraverso varie isole. Ora il marinaio deve cercare i cuori all'interno di ciascuna delle cinque isole, al fine di farli rivivere.

## Modalità di gioco
Come Braccio di Ferro, il giocatore dovrà farsi strada attraverso diversi livelli, affrontando nemici quali Bolo, Bue, Emok, Generale Bunzo e le sue truppe, Bernard la Poiana, Bluto e il boss finale Sea Hag (Strega del mare).
Prima di accedere ad un livello vero e proprio viene mostrata una mappa stile gioco da tavolo, in cui il giocatore dovrà muoversi, esplorare ciascuno dei suoi spazi e di ottenere il cuore degli amici congelati di Braccio di Ferro. Ci sono anche casello con scopi diversi nel corso del gioco. Premendo il pulsante "A" una ruota apparirà con gli spazi numerati 1-6, la quale determinerà i movimenti del giocatore per tutta la partita. Ogni livello inizia con un'immagine del personaggio che dovrà essere salvato. In quel livello poi bisogneà trovare i pezzi del suo cuore.
L'arma primaria di Braccio di Ferro è una grande catena ed un'ancora, che egli porta sulla spalla e può usare come frusta. Il marinaio può ottenere diversi power-up nel corso del gioco, tra cui uno pneumatico per far cadere i nemici, un'elica per raggiungere piattaforme elevate altrimenti irraggiungibili, e "KeroKero", che gli permette di trasformarsi in rana (l'aspetto di questa trasformazione è molto simile a quello di Mario in Super Mario Bros. 3); in questo stadio le porzioni sott'acqua diventano molto più semplici. Inoltre durante le battaglie contro i boss si potranno ottenere gli spinaci, che daranno temporanea invulnerabilità e permetteranno la sconfitta dell'avversario con un solo colpo.